# Comuna de Zaklików
Zaklików (polaco: Gmina Zaklików) é uma gmina (comuna) na Polónia, na voivodia de Subcarpácia e no condado de Stalowowolski. A sede do condado é a cidade de Zaklików.
De acordo com os censos de 2004, a comuna tem 8 642 habitantes, com uma densidade 42,8 hab/km².

## Área
Estende-se por uma área de 202,15 km², incluindo:
- área agricola: 26%
- área florestal: 62%

## Demografia
Dados de 30 de Junho 2004:
|                      | Total   | Total | Mulheres | Mulheres | Homens  | Homens |
| -------------------- | ------- | ----- | -------- | -------- | ------- | ------ |
|                      | pessoas | %     | pessoas  | %        | pessoas | %      |
| População            | 8 642   | 100   | 4 422    | 51,2     | 4 220   | 48,8   |
| Densidade (pop./km²) | 42,8    | 100   | 21,9     | 21,9     | 20,9    | 20,9   |

De acordo com dados de 2002, o rendimento médio per capita ascendia a 1 346,36 zł.

## Comunas vizinhas
- Gościeradów, Potok Wielki, Pysznica, Radomyśl nad Sanem, Trzydnik Duży